# 76 mm armata przeciwlotnicza wz. 1931

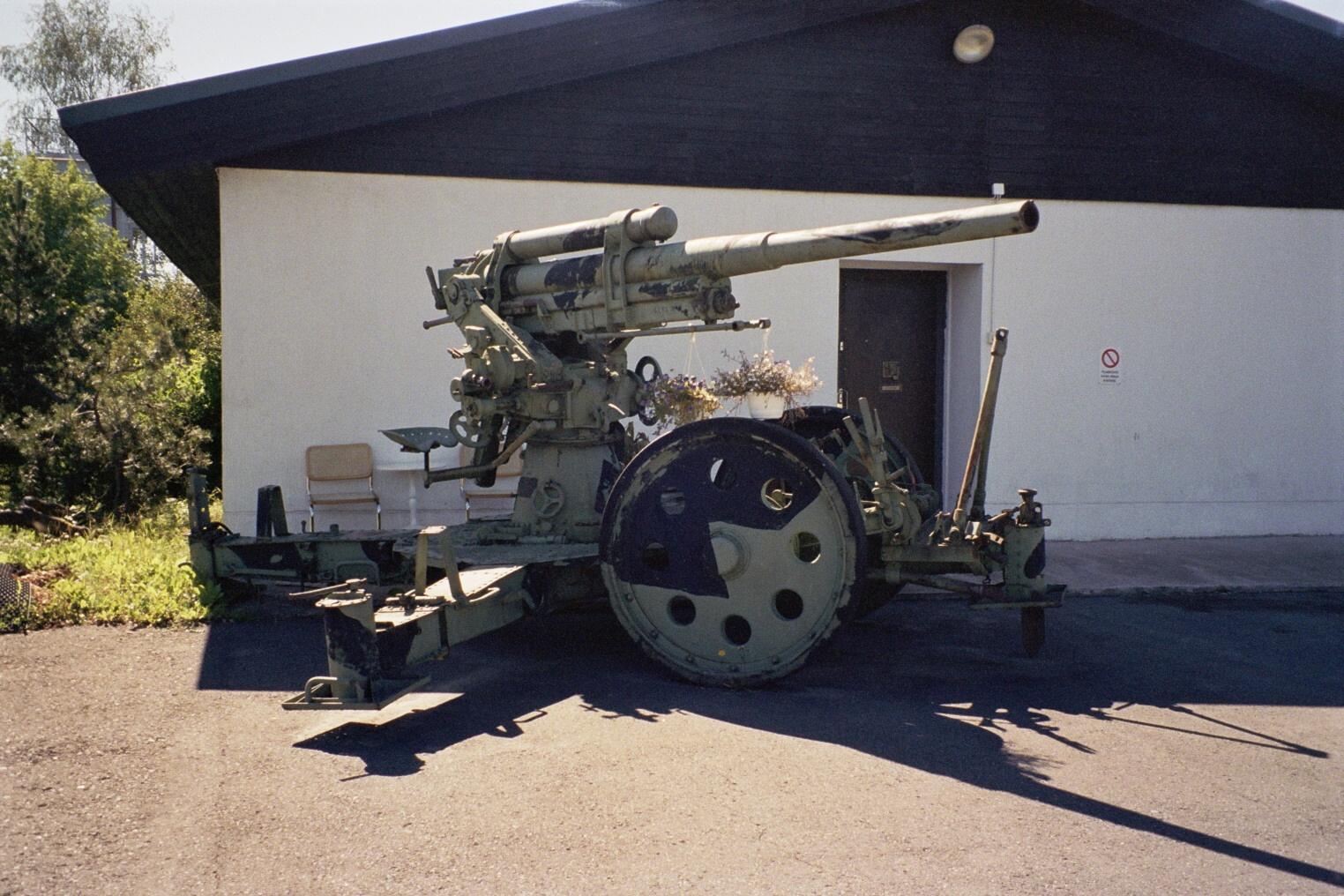

76 mm armata przeciwlotnicza wz. 1931  (oznaczenie fabryczne 3-K) – radzieckie działo przeciwlotnicze opracowane w 1931 na bazie niemieckiej armaty przeciwlotniczej firmy Rheinmetall, produkowane w latach 1932–1939. W listopadzie 1936 Armia Czerwona miała 1194 armat tego typu, a 22 czerwca 1941 w momencie ataku Niemiec na ZSRR, liczba ta wzrosła do 3821. W 1938 powstała zmodernizowana, czterokołowa wersja armaty, 76 mm armata przeciwlotnicza wz. 1938.
Niemcy używali zdobyczne działa tego typu pod oznaczeniem 7,62 cm Flak M 31 (r), a Finlandia pod oznaczeniem 76 ItK/31 ss.